# Московский комсомолец
Московский комсомолец (МК, укр. Московський комсомолець) — російська пропагандистська газета, що поєднує стиль таблоїдів з освітленням широкої панорами, провладний таблоїд. Пропагує терористичну діяльність і українофобію. Заснована 11 грудня 1919 року. Виходить щоденно крім неділі[джерело?]. Розповсюджується у 83 суб'єктах Російської Федерації та інших державах. Слоган газети і всього концерну: «Актуальність і достовірність — не гасло, а принцип існування».
Видання зареєстровано у Міністерстві друку та інформації Російської Федерації. Реєстраційний номер № 1 072.

## Історія
Газета заснована 11 грудня 1919 року. Початкова назва газети «Юний комунар». Видання орієнтувалося на політично активну молодь. За кілька місяців від заснування газета була перейменована на «Юнацьку правду». У 1924 році після смерті Володимира Леніна газета отримала назву «Молодий Ленінець». З вересня 1929 року газета має сучасну назву.
З 1931 по 1939 рік газета не видавалася. Лише у 1940 році видання відновило випуск, але не надовго. З початком бойових дій Другої світової війни на території СРСР, з серпня 1940 року газета знову припинила виходити. 2 жовтня 1945 року газета відновила випуск і не припиняла виходити по сьогодні.
За часи СРСР об'єм газети варіювався від 4 до 8 шпальт формату А2. Газета виходила лише у чорно-білому варіанті. До вересня 1991 року газета вважалася друкованим органом Московського обласного та міського комітетів ВЛКСМ. На початку 90-их розглядався варіант перейменування газети на Московський кур'єр.
Наприкінці 70-х і початку 80-х років XX століття в «Московському комсомольці» публікувалися матеріали, присвячені напівзабороненим в ту пору тематикам (неформальні молодіжні рухи , рок-музика, західний кінематограф тощо). Популярна була «Звукова доріжка» (відома також як ZD Awards) — музична рубрика в газеті, надалі — щомісячний чарт під егідою газети, а також щорічна премія в галузі популярної музики за підсумками цього хіт-параду. Перший випуск «Звукової доріжки» датований осінню 1975 року. Рубрика інформувала аудиторію про радянських виконавців і зірок естради (як правило, з соціалістичних країн). У 1977 році читачі вперше отримали можливість висловлювати свої уподобання в письмовому вигляді. На основі опитувань аудиторії був складений і опублікований перший «Музичний парад» (згодом перейменований у «Хіт-парад „Звукової доріжки“»).
Журналісти рубрики брали участь у багатьох помітних проектах шоу-бізнесу і були іноді їх організаторами. У 1987 році Кріс Кельмі зібрав 27 музикантів і одного журналіста (тодішнього ведучого «Звукової доріжки» Євгена Федорова) для спільного запису пісні «Замикаючи коло». Серед музикантів — кумири того періоду Андрій Макаревич, Олександр Градський, Анатолій Альошин, Костянтин Нікольський, Марина Капуро, Валерій Сюткін, Жанна Агузарова, Олександр Кутіков, Володимир Пресняков та багато інших.
Саме на сторінках цього видання вперше друковано були відтворені багато популярних ідіом, наприклад, «четверта влада».
Під час серпневого путчу 1991 року у Москві відбувся конфлікт редакції газети з засновниками (міським та обласним комітетами ВЛКСМ). Газета пройшла перереєстрацію. Відтоді засновником є ЗАТ «Редакція газети „Московський комсомолець“», одноосібним власником якого є головний редактор газети Павло Гусєв — в минулому випускник Російського державного геологорозвідувального університету імені Серго Орджонікідзе і комсомольський працівник.
З 1 жовтня 2009 року газета виходить у повнокольоровому форматі.

## Оцінки
Численні оглядачі характеризували газету як таблоїд

.